# Camillien Houde
Pour les articles homonymes, voir Houde.
Camillien Houde, né le 13 août 1889 à Montréal et mort dans la même ville le 11 septembre 1958, est un agent d'assurance, directeur banquier et homme politique québécois. Il est député à l'Assemblée législative du Québec, maire de Montréal, chef du Parti conservateur du Québec et député à la Chambre des communes du Canada.
De 1923 à 1947, il fut l'un des principaux adversaires des gouvernements de Taschereau et de Duplessis. Son opposition à la politique d'enregistrement pour service militaire décrétée par le gouvernement fédéral canadien de King en 1940 lui valut son internement sans procès dans des camps de concentration pendant quatre ans. La répression dont il fut l'objet lui acquit l'estime populaire et en fit une légende vivante.

## Biographie

### Jeunesse et début de carrière

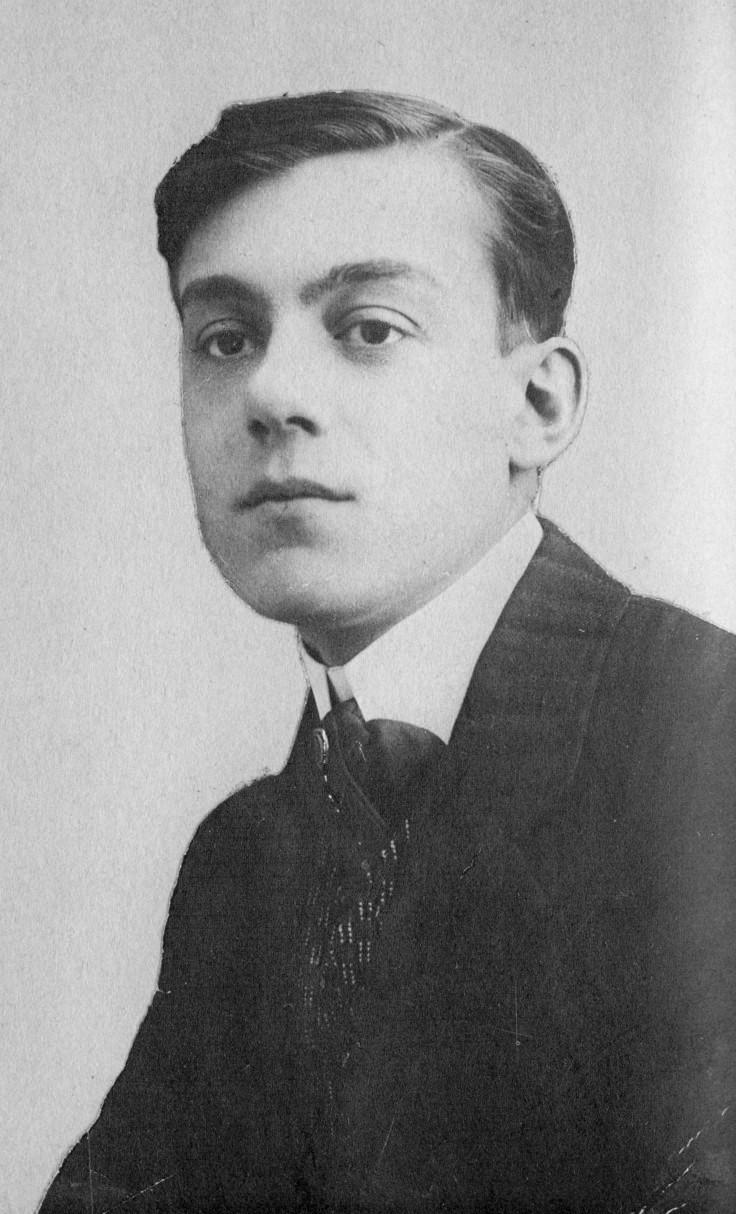
Houde vers l'âge de 20 ans, employé de banque.

Houde naît le 13 août 1889  au 174 de la rue Saint-Martin  dans le quartier ouvrier de Sainte-Anne à Montréal. Il est le seul fils survivant d'Azade Houde, ouvrier et contremaître dans une minoterie, et de Joséphine Frenette, qui a eu dix enfants — les autres étant tous morts avant l'âge de deux ans. Son père, atteint de tuberculose, meurt d'une pleurésie en 1899, alors que Camillien n'a que neuf ans. Sa mère devient alors couturière et ouvrière dans une usine de textiles.
Il fréquente les écoles Saint-Joseph, Sarsfield, Le Plateau et Saint-Louis. Il travaille après les classes comme garçon-livreur pour une boucherie. Puis il étudie au Collège LaSalle, à Longueuil, pour faire son cours commercial. L'un de ses professeurs est le frère Marie-Victorin (Conrad Kirouac). Marie-Victorin y fonde aussi le Cercle La Salle, qui offre des activités d'études et récréatives, dont la présentation de pièces de théâtre. Camillien Houde devient assidu à ces activités et un passionné de théâtre.
Après l'obtention de son diplôme commercial, en 1906, il entre au service de la Banque d'Hochelaga, comme caissier, à l'âge de 16 ans. En 1913, il épouse Bertha-Andréa (dite Mignonne) Bourgie, fille d'Urgel Bourgie, un riche entrepreneur de pompes funèbres. En 1916, il est promu directeur d'une des succursales de la banque. Sa femme, avec qui il avait eu deux filles (Madeleine née en 1915 et Marthe née en 1916), meurt en 1918 emportée par l'épidémie de grippe espagnole. En 1919, il épouse en secondes noces Georgette Falardeau, avec qui il aura une troisième fille, Claire, née en 1921. Peu après, il choisit de quitter son poste à la banque pour exploiter différents commerces, qui connaissent un succès mitigé. Sa nouvelle épouse, qui avait été employée de Joseph Dufresne, un influent manufacturier de biscuits, commerçant de Joliette et un proche du Parti conservateur du Québec, présente son mari à Dufresne. Houde devient un temps représentant à Montréal pour la biscuiterie de Dufresne puis quitte cet emploi et se lance dans une entreprise d'importation de charbon, qui se révèle être un échec. Il devient alors vendeur d'assurances, autre emploi qui ne durera pas. 

### Député provincial
Au cours de ces quelques années, notamment sous l'influence de sa femme Georgette, Houde s'intéresse au Parti conservateur du Québec. Son ancien employeur, Pierre-Joseph Dufresne, l'un des cinq députés du Parti conservateur à l'Assemblée législative du Québec, prend Houde sous son aile. En vue de l'élection générale québécoise du 5 février 1923, Houde se présente comme candidat du Parti conservateur, dirigé par Arthur Sauvé, dans la circonscription électorale de Montréal–Sainte-Marie, une circonscription ouvrière de Montréal. Pour financer sa campagne, il obtient le soutien financier d'Urgel Bourgie, le père de sa première épouse. Le candidat du parti libéral est le député sortant Joseph Gauthier qui semble assuré d'une réélection facile puisqu'il peut compter sur l'appui de la puissante machine électorale du maire de Montréal, Médéric Martin. Contre toute attente, Houde est élu député de Montréal–Sainte-Marie, défaisant Gauthier,. Son style oratoire flamboyant et son ascendant sur les foules en font un homme politique redoutable. À 33 ans, Houde est le plus jeune député de l'assemblée. À partir de cette époque, on le surnomme « le p'tit gars de Sainte-Marie », surnom qui lui restera. La session parlementaire s'ouvre le 17 décembre 1923. Au cours de ce premier terme, de 1923 à 1927, Houde intervient souvent en chambre, particulièrement sur les questions ouvrières,.
À l'élection générale québécoise du 16 mai 1927, le Parti conservateur, toujours dirigé par Sauvé, voit sa députation tomber de vingt à dix sièges (sur un total de 85 à l'Assemblée). Dans sa circonscription de Montréal–Sainte-Marie, Houde est défait par le candidat libéral Gauthier, qui bénéficie toujours de l'organisation du maire Martin. Houde, convaincu que cette organisation a trafiqué le scrutin, présente une requête en annulation de l'élection de Montréal–Sainte-Marie. Devant la preuve de la fraude électorale, le tribunal, au mois de décembre 1927, accorde l'annulation. Une élection partielle devrait être déclenchée dans un délai de trente jours, mais le premier ministre libéral Louis-Alexandre Taschereau décide d'en retarder le déclenchement à une date indéterminée. Il ne la déclenchera finalement que presque un an plus tard, à l'automne 1928.

### Maire de Montréal
Entretemps, les élections municipales de la ville de Montréal doivent se tenir le 2 avril 1928. Le maire Médéric Martin occupe son poste depuis une quinzaine d'années. Houde, qui tient le maire Martin responsable de la fraude de 1927 dans Montréal–Sainte-Marie, se présente contre lui à la mairie. Houde met alors sur pied une organisation électorale qui surpassera celle de Martin. Pendant la campagne, Houde dénonce notamment la façon dont la municipalité a négocié l'achat de la compagnie Montreal Water and Power (réseau d'aqueduc), un achat que Houde promet d'annuler. Cette promesse lui attire non seulement des appuis dans la partie de la population qui considère trop élevé le prix payé par la ville aux actionnaires de la compagnie, mais aussi l'appui de riches financiers hostiles aux municipalisations, notamment le soutien du magnat de la presse Hugh Graham (lord Atholstan), patron du journal The Star, qui fournit à Houde des fonds pour sa campagne électorale,. Lors de l'élection, Houde recueille environ 60 % des votes et devient le nouveau maire de Montréal. Le poste de maire confère à Houde du prestige mais, en fait, peu de pouvoir réel sur les affaires municipales. En effet, selon la Charte de la Ville de Montréal, le maire n'a presque pas de pouvoirs, qui sont plutôt dévolus au comité exécutif de la ville, composé de cinq membres qui sont nommés par le conseil municipal. Or, au cours de son premier mandat à la mairie, Houde ne contrôle pas ces structures municipales, qui sont encore en majorité aux mains de ses adversaires, dont le conseiller A. A. Desroches, président du comité exécutif, qui fait partie de l'équipe de l'ex-maire Martin. Invité par la station de radio CKAC, Houde est l'un des premiers politiciens québécois à parler à la radio.

### Réélu député
Au niveau provincial, l'élection partielle dans la circonscription de Montréal–Sainte-Marie est finalement déclenchée et se tient le 24 octobre 1928. Le candidat libéral y est Ernest Langlois. Parmi ses thèmes de campagne, Houde préconise la création d'une commission des accidents de travail indépendante et d'un système de pensions pour les veuves et les orphelins. L'élection est remportée par Houde, ce qui lui rend son siège de député qu'il avait dû céder l'année précédente,. Cette fois, c'est le Parti libéral qui tentera de faire annuler cette élection de Montréal–Sainte-Marie, mais sans succès.
Sa popularité croissant, Houde devient l'un des principaux opposants au gouvernement Taschereau. L'opposition entre le Parti libéral et le Parti conservateur sur la question des investissements étrangers est un thème omniprésent dans les discours politiques de l'époque. Face au gouvernement Taschereau qui préconise une politique de concéder aux investisseurs des États-Unis le contrôle et l'exploitation des richesses naturelles du Québec, Houde fait plutôt sien le thème « maîtres chez nous ». Il propose d'établir un meilleur équilibre entre l'État et les grandes compagnies américaines, notamment par la création d'une commission hydraulique pour que l'État québécois se réapproprie les ressources hydrauliques du Québec et puisse ainsi influer sur le développement économique.

### Chef de l'opposition provinciale
Au printemps de 1929, Arthur Sauvé fait savoir qu'il démissionnera comme chef du Parti conservateur du Québec. Un congrès du parti est convoqué à Québec les 9 et 10 juillet 1929, pour rafraîchir le programme politique et désigner un nouveau chef. Le 10 juillet 1929, Houde est désigné par acclamation chef du Parti conservateur du Québec.
Le premier test électoral comme chef de parti est, à l'automne 1929, une série de trois élections partielles, qui se tiennent dans trois châteaux-forts du Parti libéral et que celui-ci conserve sans surprise. Houde en profite tout de même pour faire une tournée des circonscriptions concernées.

### Réélection à la mairie

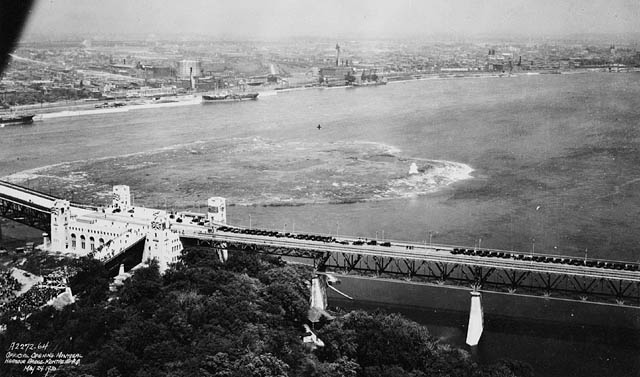
Houde participe à l'inauguration du pont Jacques-Cartier de Montréal, le 24 mai 1930.

Les élections municipales de Montréal doivent se tenir le 7 avril 1930. Pour le poste de maire, l'adversaire de Houde est James Arthur Mathewson, avocat anglo-montréalais, appuyé par le Parti libéral. Cette fois-ci, Houde est bien décidé à se présenter accompagné d'une équipe de conseillers dans le but d'obtenir la majorité au conseil municipal et ainsi pouvoir réellement accéder à l'administration des affaires de la ville. Il n'attaque pas son adversaire à la mairie, mais il dirige plutôt sa campagne contre l'ancienne administration qui contrôle encore le comité exécutif de la ville. Un thème majeur de Houde est la protection de l'environnement urbain à Montréal. Il s'oppose notamment au projet de la compagnie de chemin de fer Canadian National Railways de construire des voies ferrées surélevées. C'est aussi lors de cette campagne que Houde lance l'idée d'un jardin botanique à Montréal. À l'issue de l'élection, Houde est réélu par une forte majorité au poste de maire et son équipe obtient la majorité des sièges au conseil municipal. L'équipe de Houde peut donc former le nouveau comité exécutif de la ville, dont le président sera Allan Bray.

### Défaite au provincial
Au niveau provincial, à l'automne 1930, une deuxième série d'élections partielles a lieu dans quatre circonscriptions. Houde repart en tournée. À l'issue des élections, deux circonscriptions sont conservées par le Parti libéral et une est conservée par le Parti conservateur (où Paul Sauvé succède comme député conservateur à son père Arthur Sauvé). La quatrième est remportée par les conservateurs, qui l'enlèvent au Parti libéral.
L'élection générale québécoise se tient le 24 août 1931. Dans la campagne électorale, Houde préconise notamment un système révisé de prêts aux agriculteurs et, sur le plan social, des mesures d'aide aux familles et des pensions aux vieillards. La plupart des journaux sont politiquement alignés. Le parti de Houde bénéficie de l'appui des journaux L'Illustration et Le Petit Journal, à Montréal, et Le Journal, à Québec. Il a contre lui l'organe officiel du Parti libéral, Le Canada, et The Gazette, La Presse, Le Soleil et Le Goglu, journal du groupuscule fasciste d'Adrien Arcand, qui est violemment hostile à Houde. The Montreal Star, favorable au Parti conservateur fédéral, reste neutre dans cette campagne provinciale, de même que le journal dirigé par Henri Bourassa, Le Devoir, non aligné politiquement. À l'élection, le Parti conservateur dirigé par Houde obtient 44 % des votes (le même pourcentage qu'à l'élection générale de 1923), mais n'obtient que 11 sièges (sur un total 90 à l'Assemblée). Dans sa circonscription de Montréal–Sainte-Marie, Houde est défait par le candidat libéral, le dentiste Gaspard Fauteux. Le Devoir dénonce de nombreuses irrégularités ayant entaché le scrutin. À Montréal, des milliers d'électeurs avaient été rayés des listes électorales. Le Parti conservateur est convaincu qu'il y a eu une fraude électorale généralisée et conteste devant les tribunaux les élections de 63 des 79 députés libéraux. Le gouvernement Taschereau réplique en adoptant une loi rétroactive (surnommée « loi Dillon », du nom de son proposeur, Joseph Henry Dillon) qui empêche les contestations d'élections de se poursuivre. L'opposition crie au coup d'État. Mais le député conservateur Maurice Duplessis en profite pour torpiller l'autorité de son chef Houde en se prononçant contre les contestations. Duplessis, qui avait été élu de justesse dans sa circonscription, faisait lui-même face à contestation de son élection par les libéraux.

### Défaite au municipal
Aux élections municipales de Montréal du 4 avril 1932, Houde a comme adversaire à la mairie Fernand Rinfret, député fédéral et ex-ministre du gouvernement King (avant la défaite de celui-ci en 1930) et appuyé par le Parti libéral provincial. Le journal Le Canada ainsi que les journaux fascistes d'Adrien Arcand mènent la charge contre Houde. La direction du Canadian National Railways intervient aussi contre Houde. Durant la campagne municipale, Rinfret utilise le thème de l'opposition à la canalisation du Saint-Laurent, thème qui semblait avoir bien servi les libéraux lors de la dernière élection provinciale. Quant à Houde, il fait valoir le bilan de son administration : opposition aux voies ferrées élevées, lutte contre les taudis, secours aux sans emploi et projets de travaux pour donner du travail aux chômeurs, embellissement de la ville, sans augmentation des taxes. À l'élection, Rinfret l'emporte sur Houde. L'équipe de Rinfret obtient aussi la majorité au conseil municipal. Joseph-Marie Savignac, président du comité exécutif de l'équipe Houde, est défait dans son quartier. Maurice Gabias, de l'équipe Rinfret, devient président du comité exécutif et Léon Trépanier devient leader du conseil municipal.

### Départ du Parti conservateur
Houde démissionne comme chef du Parti conservateur du Québec le 19 septembre 1932. Houde considère avoir été miné par les manœuvres de Duplessis et les deux hommes seront des ennemis politiques pendant les quinze années suivantes. Un congrès du parti se tient les 4 et 5 octobre 1933 à Sherbrooke, lors duquel Duplessis est candidat à la chefferie. Houde refuse d'appuyer Duplessis, qui, écrit-il, « a fourni des armes à l'ennemi, par son attitude et ses déclarations qui ont provoqué la loi Dillon, le pire attentat à la liberté du citoyen ». Duplessis est désigné chef par le congrès. Houde conclut : « Je me déclare libre d'adhérer à tout mouvement sérieux qui pourrait être tenté de nous débarrasser, dans Québec, des deux partis politiques qui perpétuent l'idée que la force prime le droit ». Duplessis, qui deviendra premier ministre avec l'Union nationale à partir de 1936, reprendra en bonne partie les politiques et les habitudes de Taschereau. Houde sera en opposition aux gouvernements de Duplessis comme il l'avait été à celui de Taschereau. L'arrivée de Duplessis comme chef du parti conservateur entraîne une scission au sein du parti. Trois des onze députés, Aimé Guertin, Charles Ernest Gault et Laurent Barré, entrent en dissidence par rapport au leadership de Duplessis. Le 12 décembre 1933, ils sont exclus du caucus. Récusant à la fois le parti de Taschereau et celui de Duplessis, ils se regroupent dans les mois suivants dans le Franc parti. Ils sollicitent Houde pour se joindre à eux et donner une impulsion à une troisième force politique provinciale, mais Houde décline l'invitation, car il se consacre désormais à Montréal.

### Retour au municipal
Au niveau municipal, au cours des années trente, Houde et ses adversaires vont s'échanger la mairie de Montréal d'une élection à l'autre. Houde regagne la mairie à l'élection municipale du 9 avril 1934, lors de laquelle il est élu par une écrasante majorité contre trois autres candidats, Anatole Plante, du Parti libéral provincial, Salluste Lavery, qui était appuyé par les fascistes d'Adrien Arcand, et un candidat peu connu nommé Desrosiers. Au début de 1935, le Royaume-Uni fait Houde commandeur de l'Ordre de l'Empire britannique et la France le fait chevalier de la Légion d'honneur. La crise économique mondiale se poursuivant, la ville vient en aide aux chômeurs et doit faire face aux banques, qui sont réticentes à lui prêter. La situation de Houde est de nouveau difficile au conseil municipal car il y est contré par les partisans de Duplessis. Le 17 août 1936, l'Union nationale remporte les élections générales provinciales et Duplessis devient premier ministre du Québec. Durant sa campagne, Duplessis avait notamment promis que s'il était élu il ferait abolir la taxe de vente municipale de 2 % de Montréal. Le 27 août 1936, Houde démissionne comme maire. La déclaration qu'il fait à l'occasion de sa démission expose ses réticences par rapport au vent de nationalisme canadien-français et ses divergences par rapport à Duplessis : « Depuis avril 1934, il s'est développé dans la province un sentiment d'intense nationalisme (...). Je n'ai pas donné dans ce mouvement que je trouve dangereux, particulièrement à Montréal, ville cosmopolite. Ceux qui ont l'intention de me combattre sont tous de cette école et le verdict du peuple m'indique que c'est là la tendance (...). Ajoutez à cette raison la condamnation par le premier ministre (Duplessis) du système de taxation que j'ai préconisé, la situation tendue entre le nouveau premier ministre et moi-même (...). J'avoue bien candidement que, présentement, tout homme qui s'opposerait à cette attitude nationaliste canadienne-française, même avec des raisons sérieuses, envisagerait une défaite à peu près certaine (...) ». Il se présente tout de même à l'élection du 16 décembre 1936 à la mairie, en espérant raffermir sa position. Les autres candidats à la mairie sont Adhémar Raynault, député de l'Union nationale soutenu par Duplessis, et Candide Rochefort, député de l'Union nationale dans Montréal–Sainte-Marie. Ses adversaires reprochent à Houde l'établissement de la taxe de vente municipale, que Raynault promet d'abolir. Raynault est élu.

### Tentative en politique fédérale
S'il est réticent par rapport au nationalisme canadien-français, Houde est un nationaliste canadien, à la manière de Henri Bourassa, voulant que le Canada ait une politique extérieure indépendante par rapport à l'empire britannique et défendant des convictions anti-militaristes. Pour s'opposer à la politique d'armement du gouvernement fédéral de King, Houde se présente pour la première fois en politique fédérale dans une élection partielle qui se tient dans la circonscription montréalaise de Saint-Henri le 17 janvier 1938, comme candidat indépendant. Le parti conservateur du Canada promet initialement de financer sa campagne électorale contre leur adversaire commun, le gouvernement King, mais lui retire ses fonds en cours de route, trouvant sa campagne trop anti-militariste. Houde subit la défaite aux mains du candidat libéral Joseph-Arsène Bonnier.

### Rapprochement avec le Parti libéral du Québec
Au municipal, le maire Raynault ne se représente pas à l'élection du 11 décembre 1938. Depuis l'élection précédente, ni le maire Raynault, ni le premier ministre Duplessis n'ont pu tenir leurs promesses d'abolir la taxe de vente montréalaise. Houde se présente. Les autres candidats sont l'épicier Charles-Auguste Gascon, appuyé et financé par Duplessis, et Candide Rochefort, député de l'Union nationale mais brouillé avec Duplessis. Houde dispose de sa propre solide organisation mais bénéficie de plus de l'appui discret de l'organisation du Parti libéral provincial, qui combat elle aussi les candidats duplessistes. Pendant la campagne, Houde dénonce la compagnie Montreal Light, Heat and Power, qu'il accuse de dominer la vie politique depuis vingt ans, et réclame un crédit urbain pour les petits propriétaires. Houde est de nouveau élu maire, remportant l'élection par une forte majorité sur Gascon. Le président du comité exécutif sera Joseph-Marie Savignac, de l'équipe de Houde. Toutefois, du fait des dépenses qu'elle a encourues pendant les années de crise économique pour venir au secours des chômeurs et des familles démunies, la ville est maintenant fortement endettée. En juin 1938, les trois grosses banques font parvenir à la ville une lettre commune l'avisant qu'elles refusent tout nouveau crédit qui ne serait pas garanti par une augmentation de taxes ou autrement. La situation municipale devient dramatique. Un dur affrontement s'engage entre Houde et les banques. Celles-ci peuvent compter sur l'influence qu'elles exercent sur les deux quotidiens montréalais de langue anglaise, The Gazette et The Star, pour attaquer Houde.

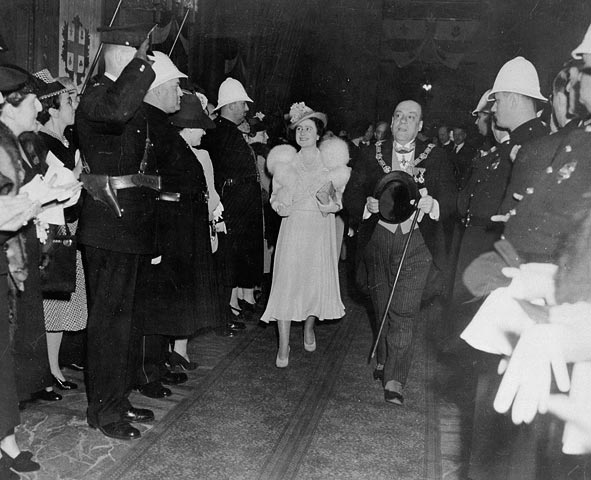
En 1939, le maire Houde reçoit à Montréal le roi George VI et son épouse, la reine Elizabeth.

Durant l'hiver de 1939, des manifestations d'étudiants, animées par Walter O'Leary (en) et Daniel Johnson, ont lieu contre le danger de conscription. Dans une lettre aux journaux, Johnson explique leur position : « Nous sommes opposés à toute participation du Canada à une guerre extra-territoriale. Nous savons ce que 1914 nous a coûté, et nous ne consentirons pas à un suicide national. Le Canada d'abord et avant tout. Nous sommes Canadiens. » Les étudiants demandent l'appui moral à leur cause du maire Houde qui le leur accorde. The Gazette et The Montreal Star se déchaînent plus que jamais dans leur violente campagne contre Houde.
Dans la foulée du Royaume-Uni, le Canada déclare la guerre le 10 septembre 1939 et le gouvernement fédéral canadien décrète l'application de la Loi sur les mesures de guerre et de mesures de censure.

### De nouveau député provincial
Au provincial, l'élection générale québécoise du 25 octobre 1939 est déclenchée. Houde s'y présente comme candidat indépendant dans la circonscription de Montréal–Sainte-Marie, avec comme principaux thèmes Dehors Duplessis et Non à la conscription. Le Parti libéral fédéral, qui veut faire battre le gouvernement de Duplessis au profit du Parti libéral provincial, finance la campagne de Houde. D'ailleurs, les libéraux provinciaux et fédéraux qui participent à la campagne électorale au Québec font eux aussi campagne contre la conscription. Le Parti libéral provincial, dirigé par Adélard Godbout, gagne l'élection et revient au gouvernement. Houde est élu député dans sa circonscription. Dans ses interventions et ses votes comme député indépendant à l'Assemblée législative, Houde accordera son appui au Parti libéral de Godbout. Si bien que même le journal The Gazette cesse de l'attaquer pendant plusieurs mois.
Une élection générale fédérale est déclenchée pour le 26 mars 1940. Tout comme à l'élection québécoise qui avait eu lieu quelques mois auparavant, les représentants du Parti libéral réitèrent la position contre l'éventualité d'une conscription et promettent solennellement qu'il n'y en aura pas. Cela rejoint la position de Houde et celui-ci n'intervient au cours de cette campagne que pour déclarer qu'il appuie pleinement le Parti libéral fédéral de King. Le Parti libéral fédéral est réélu, ayant obtenu un large appui populaire par son engagement anti-conscriptionniste.

### La déclaration du 2 août 1940
Toutefois, à l'été de 1940, le gouvernement libéral fédéral de King décide d'imposer l'enregistrement obligatoire de tous les Canadiens valides en vue de la conscription. Cet enregistrement obligatoire doit se faire les 19, 20 et 21 août 1940. Le 2 août 1940, malgré la censure, Houde remet à la presse une déclaration contenant notamment le passage suivant : « Je me déclare péremptoirement opposé à l'enregistrement national, qui est, sans aucune équivoque, une mesure de conscription, et le gouvernement, fraîchement élu en mars dernier, a déclaré par la bouche de ses chefs, de M. King à M. Godbout, en passant par MM. Lapointe et Cardin, qu'il n'y aurait pas de conscription sous quelque forme que ce soit. Le Parlement, selon moi, n'ayant pas de mandat pour voter la conscription, je ne me crois pas tenu de me conformer à ladite loi et je n'ai pas l'intention de m'y conformer. Je demande à la population de ne pas s'y conformer, sachant ce que je fais et ce à quoi je m'expose. Si le gouvernement veut un mandat pour la conscription, qu'il revienne devant le peuple et sans le tromper cette fois. » 

#### Prisonnier
Le soir du lundi 5 août 1940, à sa sortie de l'hôtel de ville, Houde est arrêté par des agents en civil de la Gendarmerie royale du Canada, emmené de nuit et confiné sans procès et en secret dans un camp de concentration à Petawawa, en Ontario, où on tentera de le briser psychologiquement. Détenu numéro 694, il est assigné à couper du bois. On ne lui permet pas de communiquer avec qui que ce soit à l'extérieur, ni sa famille, ni un avocat. Personne n'est informé de ce qui lui arrive ni du lieu où il se trouve. Aux élections municipales du 9 décembre 1940, en l'absence de Houde, Adhémar Raynault reprend le poste de maire de Montréal. À la fin de 1941, Houde est transféré dans un autre camp de détention, près de Fredericton, au Nouveau-Brunswick. Là, on permettra occasionnellement à sa femme de venir le visiter. Ce n'est qu'après seize mois de détention que sa femme est autorisée à le visiter, pour trente minutes. Les humiliations continuent. On ne leur permet pas de se parler dans leur langue, le français, les geôliers ne les autorisant à se parler qu'en anglais, langue que Houde n'a appris que sur le tard et que sa femme connaît très peu.
Au cours des années, des voix commenceront à se faire entendre, d'abord timidement, puis de façon croissante, pour réclamer sa libération. Les députés Liguori Lacombe (libéral) et Sasseville Roy (conservateur) soulèvent la question au Parlement. À l'été de 1942, l'avocat Jean Drapeau rédige une requête à cet effet au gouvernement fédéral. Mais, puisque Houde est détenu en tant que dissident d'opinion, le gouvernement répond qu'il n'envisagera pas de le libérer tant qu'il n'acceptera pas de se rétracter et qu'il doit présenter lui-même une requête pour sa libération. Drapeau réplique : « Vous n'avez pas demandé sa permission pour l'interner ; vous n'avez pas besoin de sa requête pour le libérer. Si vous avez le pouvoir de l'interner sans procès, vous avez celui de le libérer sans procès. »,. En février 1943, l'Association des électeurs de Sainte-Marie présente une requête aux ministres fédéraux rappelant que l'infraction reprochée à Houde prévoyait une amende de 200 $ ou un emprisonnement ne dépassant pas trois mois, alors que Houde est détenu sans procès depuis plus de trente mois.  Le ministre fédéral de la Justice, Louis St-Laurent, déclare que la détention est un acte préventif et non punitif.

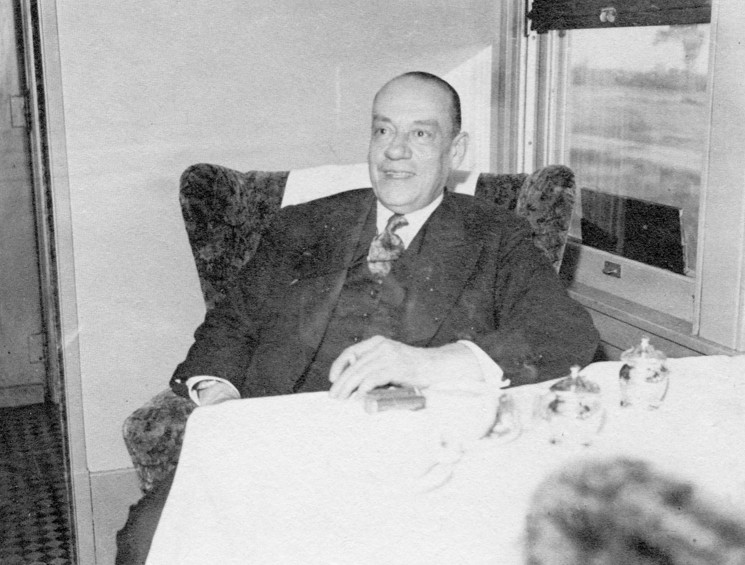
Houde, amaigri, revient en train à Montréal après sa libération du camp en août 1944.

En mai 1943, Houde se fait intimer de signer un document, rédigé uniquement en anglais, qui, lui explique-t-on, l'engagerait non seulement à taire ses opinions politiques mais encore à favoriser par son attitude les objectifs du gouvernement. Il refuse de signer. Il demande soit d'être libéré, soit qu'on lui permette de subir un procès, ou à tout le moins de comparaître devant une commission administrative. Mais, à la fin de 1943, de plus en plus inquiet pour sa famille laissée sans ressources, Houde accepte de signer ce qu'on lui impose. En juillet 1944, Paul-Émile Marquette, du Congrès des métiers et du travail du Canada, se rend à Ottawa à la tête d'une délégation ouvrière et rencontre le ministre Saint-Laurent, qui lui annonce que Houde serait libéré. Le gouvernement retarde néanmoins encore sa libération jusqu'après les élections générales québécoises d'août 1944. Houde est libéré le 14 août 1944. Sa résistance pacifique et digne en face de la répression pendant ces années d'épreuve lui ont acquis l'estime publique. Lorsque, le soir du 18 août 1944, il arrive à la gare centrale de Montréal, une foule composée de plusieurs dizaines de milliers de personnes, dont plusieurs amis (tels que Charles-Édouard Longpré & Pax Plante) sont venus l'attendre et l'accueillir. Houde entre alors dans la légende.
Camilien exprime le souhait de reprendre sa charge de maire de Montréal aux élections municipales de décembre 1944. Il est élu avec 57 % des votes contre Adhémar Raynault. À partir de ce moment, Houde conservera la mairie sans interruption jusqu'à sa retraite de la vie politique en 1954. Par contre, cette fois encore, il n'a pas le contrôle de l'administration municipale. Le président du comité exécutif est Joseph-Omer Asselin (en poste depuis 1940).
Lors de l'élection générale fédérale du 11 juin 1945, Houde est candidat indépendant dans la circonscription fédérale de Sainte-Marie. Houde s'endette personnellement fortement pour cette campagne. Il est défait par le candidat libéral, Gaspard Fauteux.

### La décennie d'après-guerre

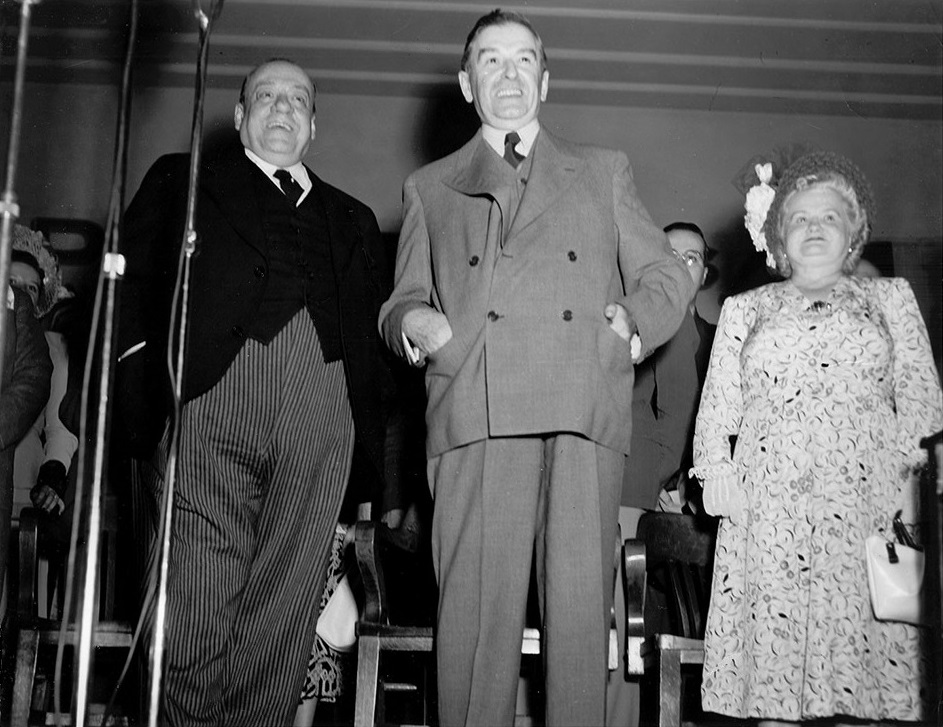
Houde et le premier ministre Maurice Duplessis consacrent leur réconciliation lors d'une assemblée publique, tenue au marché Saint-Jacques de Montréal, à la veille de l'élection générale québécoise de 1948.

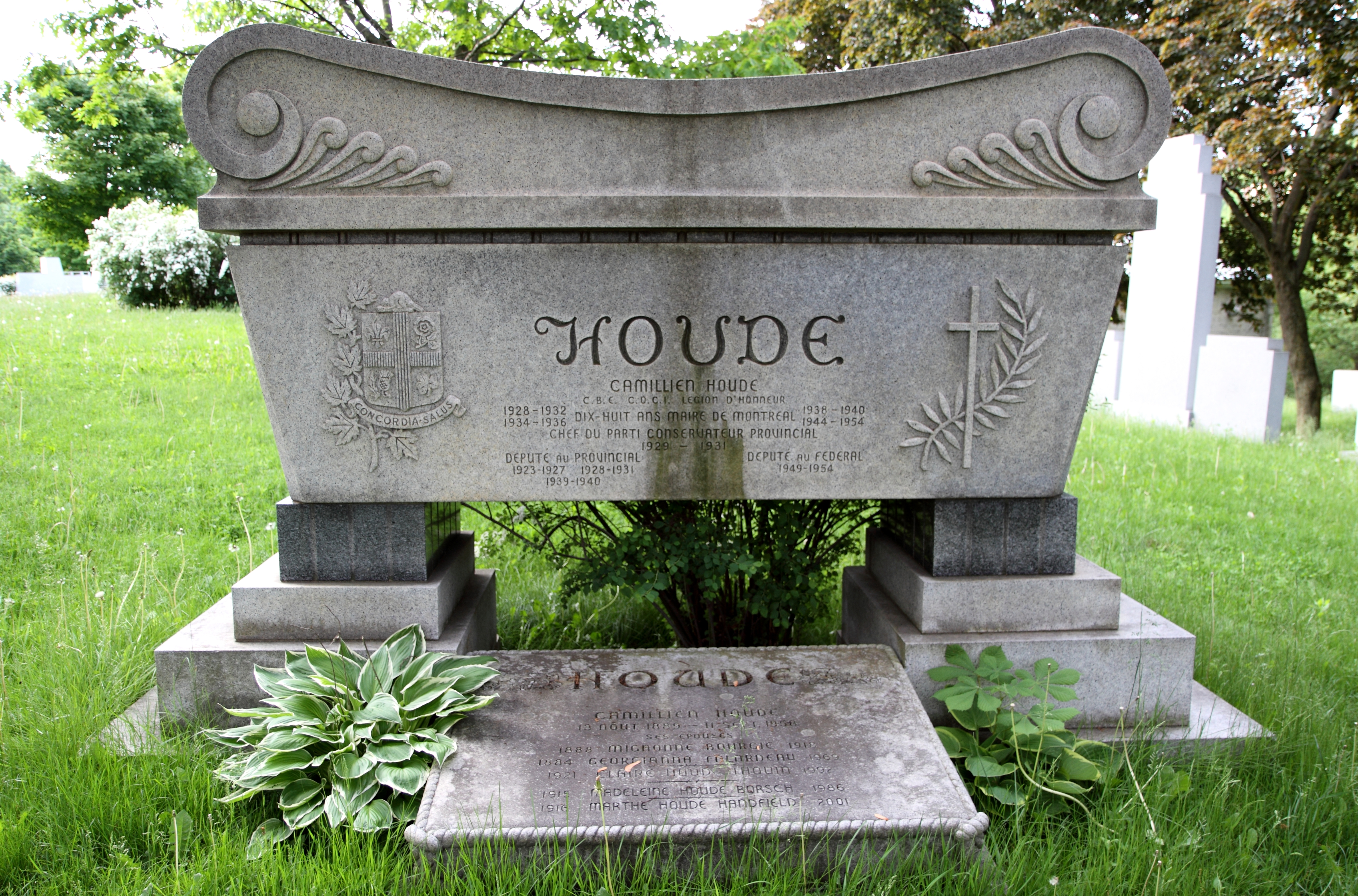
Pierre tombale au Cimetière Notre-Dame-des-Neiges.

En 1947, lorsque le Parlement canadien crée la citoyenneté canadienne, Houde devient l'un des premiers Canadiens au nom de qui un certificat de citoyenneté canadienne est émis, le 3 janvier 1947.
Les années d'après-guerre à Montréal sont marquées par le début d'une campagne dite de moralité, notamment sous l'influence des milieux catholiques. La police municipale et son directeur Albert Langlois sont la cible de critiques qui allèguent une trop grande tolérance de la criminalité. En juillet 1947, le conseil municipal nomme Pacifique (dit Pax) Plante adjoint au directeur de la police. Plante entreprend une campagne d'assainissement et prend le contrôle des permis relevant de la police : taxis, restaurants, bars. En 1947, Houde accepte de se réconcilier avec Maurice Duplessis. Duplessis lui fournira dorénavant des fonds pour financer ses campagnes électorales. Houde est réélu par acclamation maire de Montréal à l'élection du 9 décembre 1947, une situation qui ne s'était pas produite depuis plus de 50 ans. En mars 1948, le directeur de la police Langlois révoque Pax Plante, décision ratifiée par le comité exécutif de la ville, toujours présidé par Joseph-Omer Asselin. Le leader du conseil municipal est toutefois Pierre Desmarais, qui appuie la campagne de moralité et s'oppose à Asselin. Il se forme une Ligue de vigilance, qui réclame un nettoyage moral et dont le secrétaire est J.-Z. Léon Patenaude. Lors de l'élections générales québécoises de 1948, Houde appuie publiquement l'Union nationale.

### Député fédéral
À l'élection générale fédérale du 29 juin 1949, Houde est élu député indépendant à la Chambre des communes du Canada dans la circonscription de Papineau. Il ne se rend toutefois que rarement siéger au Parlement d'Ottawa car il se concentre plutôt sur sa tâche de maire de Montréal.
En 1949 et 1950, Pax Plante et Gérard Pelletier publient dans le journal Le Devoir une longue série d'articles exposant les dessous de la prostitution à Montréal, dénonçant « le règne de la pègre » et s'en prenant à la police et au président du comité exécutif, Joseph-Omer Asselin. En mars 1950, J.-Z. Léon Patenaude et Jean Drapeau relancent un Comité de moralité publique, avec l'objectif d'obtenir une enquête judiciaire sur la moralité à Montréal. Houde n'est pas visé par les organisateurs de la campagne de moralité. En mars 1950, la ville de Montréal fait approuver par la législature l'expropriation de la compagnie de tramways et la création d'une commission métropolitaine de transports. Le 30 mai 1950, le Comité de moralité publique obtient du juge en chef de la Cour supérieure la tenue d'une enquête sur la moralité, présidée par le juge François Caron. L'enquête débute le 12 septembre 1950, mais les audiences ne débuteront que le 5 juin 1952. À l'élection municipale du 11 décembre 1950, Camillien Houde est réélu maire de Montréal par une majorité écrasante, l'emportant sur Sarto Fournier, qui est le député libéral de Maisonneuve–Rosemont. Au début des années 1950, la femme de Houde devient gravement malade et presque invalide, ce qui affecte beaucoup Houde.
En 1953, l'enquête judiciaire sur la moralité à Montréal s'est terminée, après avoir entendu plusieurs centaines de témoins. La Ligue d'action civique présente une équipe pour les élections municipales qui doivent se tenir le 25 octobre 1954, avec Pierre Desmarais visant la présidence du comité exécutif et Jean Drapeau se présentant à la mairie. Drapeau ne croit pas avoir de chances de gagner s'il se présente contre le monument qu'est Houde. La santé de Houde pose quelques problèmes et son médecin lui recommande de se retirer de la vie publique. Le 18 septembre 1954, Houde annonce qu'il se retire de la vie politique et ne se représente donc pas à l'élection. Le 8 octobre 1954, après un an de délibération, le juge Caron remet ses conclusions dans l'enquête sur la moralité. Il conclut que le renvoi de Pax Plante n'était pas justifié, que le « vice commercialisé » jouissait de la tolérance de la police et il recommande que le directeur de la police Albert Langlois soit congédié. Houde n'est pas touché. À l'élection, Jean Drapeau est élu maire, défaisant ses deux adversaires, Adhémar Raynault et Sarto Fournier. En février 1957, Houde met en vente à l'encan ses biens personnels afin de payer de vieilles dettes.

### Mort
Houde meurt le 11 septembre 1958, à l'âge de 69 ans. Sa dépouille est exposée en chapelle ardente à l'hôtel de ville de Montréal. Ses funérailles civiques ont lieu à la basilique Notre-Dame. Il repose au cimetière Notre-Dame-des-Neiges de Montréal. Sa femme lui survit et décède en mars 1969 à l'âge de 84 ans.

## Postérité
La voie Camillien-Houde à Montréal sera plus tard nommée en son honneur.
Houde aura été maire de Montréal de 1928 à 1932, de 1934 à 1936, de 1938 à 1940, et de 1944 à 1954, pour un total d'environ 18 ans. Le romancier montréalais Hugh MacLellan a écrit : « La nouvelle du départ de Houde a donné aux Montréalais cette espèce de frisson qu'on ressent lorsqu'une époque tire à sa fin. Les maires se succèdent et la plupart d'entre eux tombent dans l'oubli, mais Camillien est là depuis si longtemps qu'on peut difficilement se souvenir du temps où il n'y était pas. (...) Houde est un symbole».